# Le Mont-sur-Lausanne
Le Mont-sur-Lausanne je obec na jihozápadě Švýcarska v okrese Lausanne v kantonu Vaud. Žije zde přibližně 8 500 obyvatel.

## Geografie

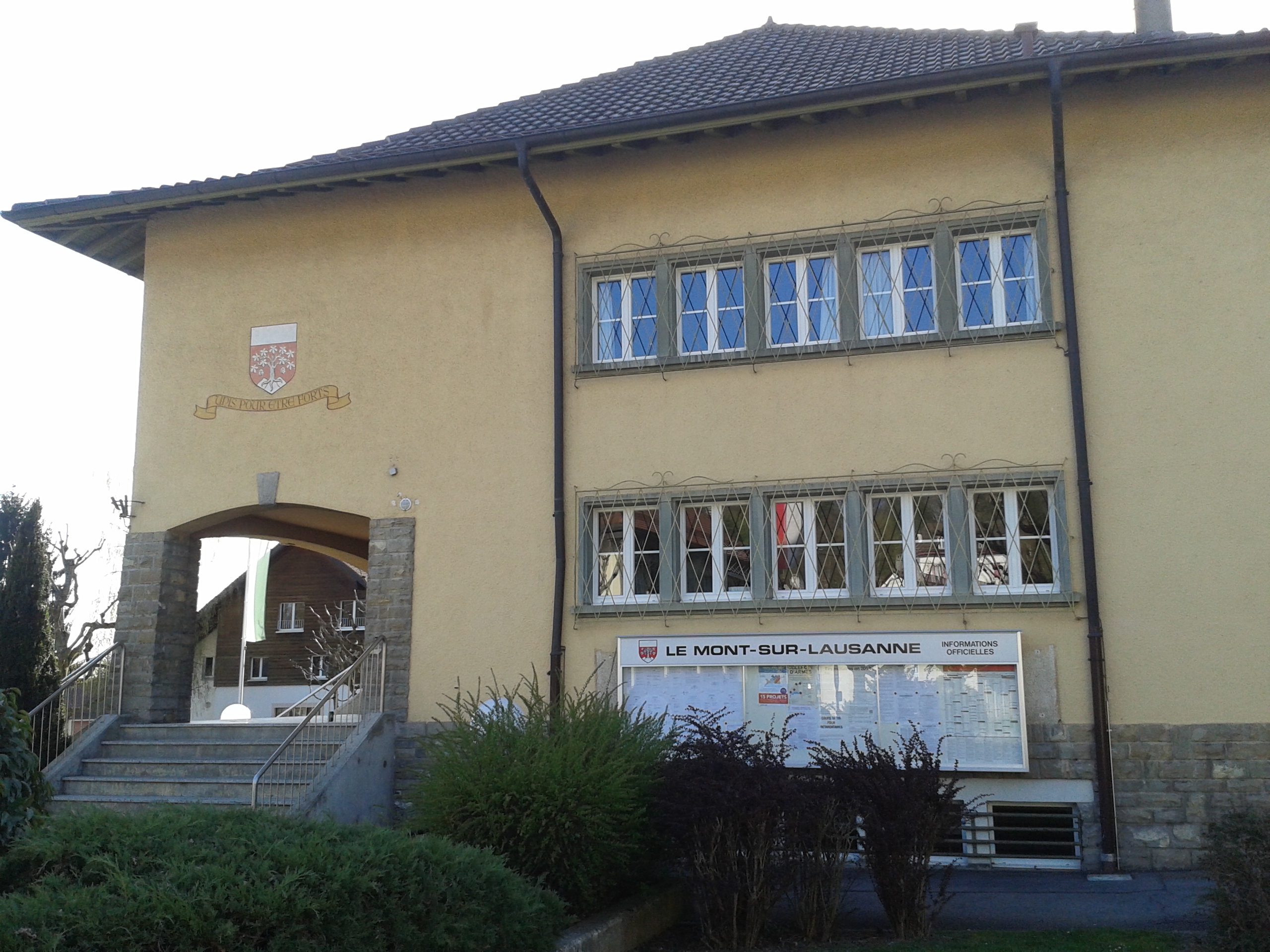
Obecní úřad

Le Mont-sur-Lausanne leží v nadmořské výšce 702 m, vzdušnou čarou čtyři kilometry severně od kantonálního hlavního města Lausanne. Aglomerace obce Lausanne se rozkládá na jihozápadním svahu výšiny Jorat v pramenné oblasti řeky Petit Flon ve Vaudské plošině v panoramatické poloze asi 330 metrů nad hladinou Ženevského jezera.
Území obce o rozloze 9,8 km² pokrývá část Vaudské náhorní plošiny na jihozápadě Joratu. Území obce se rozkládá od potoka Petit Flon a jeho pramenů směrem na východ do svahu k Les Planches. Jihovýchodní hranici tvoří údolí řeky Flon, která je zaříznuta do molasových vrstev Joratu. Severní hranice probíhá podél potoka Mèbre. Nejvyšší bod Le Mont-sur-Lausanne, 814 m n. m., se nachází na severovýchodě nad usedlostí Chalets aux Boeufs na okraji údolí Bois du Jorat. V roce 1997 tvořila 28 % území obce zastavěná plocha, 19 % lesy a lesní porosty a 53 % zemědělství.
Le Mont-sur-Lausanne se skládá ze dvou vesnic Grand Mont (694 m n. m.) a Petit Mont (682 m n. m.) v pramenné oblasti řeky Petit Flon. Tyto vesnice jsou nyní propojeny novými sídlišti. K Le Mont-sur-Lausanne patří také novější osady La Clochatte (664 m n. m.), Les Planches (788 m n. m.), rozsáhlý průmyslový areál En Budron (695 m n. m.) u hlavní silnice severně od obce, vesnice La Naz (638 m n. m.), Longeraies (701 m n. m.), Etavez (706 m n. m.) a Penau (755 m n. m.) a několik jednotlivých farem. Sousedními obcemi Le Mont-sur-Lausanne jsou Romanel-sur-Lausanne, Lausanne, Epalinges a Cugy.

## Historie

Letecký pohled (1964)

Le Mont-sur-Lausanne bylo založeno ve 12. století po vykácení lesa na okraji výšiny Jorat. V roce 1237 je připomínáno jako Monte super Lausannam. Ve středověku patřila vesnice biskupovi z Lausanne. Po dobytí Vaudu Bernem v roce 1536 přešlo Le Mont-sur-Lausanne pod správu panství Lausanne. Po pádu Staré konfederace patřila obec v letech 1798–1803 v období helvétského soustátí ke kantonu Léman, který byl poté po vstupu v platnost Ústavy o zprostředkování sloučen s kantonem Vaud. V roce 1798 byla přiřazena k okresu Lausanne.

## Obyvatelstvo
| Rok            | 1850 | 1900 | 1910 | 1930 | 1950 | 1960 | 1970 | 1980 | 1990 | 2000 |
| Počet obyvatel | 1000 | 1099 | 123  | 1190 | 1383 | 1719 | 2692 | 3664 | 4565 | 5182 |

Z celkového počtu obyvatel je 87,6 % francouzsky mluvících, 5,5 % německy mluvících a 1,8 % italsky mluvících (stav v roce 2000). Počet obyvatel Le Mont-sur-Lausanne se dlouhodobě udržoval na poměrně konstantní úrovni. Teprve v roce 1950 byl zaznamenán prudký nárůst počtu obyvatel, který se během 40 let ztrojnásobil. Dnes se osídlená oblast a zástavba Le Mont-sur-Lausanne rozrůstá téměř plynule s oblastí Lausanne.

## Hospodářství
Až do první poloviny 20. století byla obec Le Mont-sur-Lausanne převážně zemědělskou obcí. Dnes hraje zemědělství a chov dobytka spolu s chovem dojnic ve struktuře zaměstnanosti obyvatelstva jen malou roli.
S rozvojem dopravního spojení na počátku 70. let 20. století vzniklo několik průmyslových a obchodních zón. V důsledku toho se v Le Mont-sur-Lausanne usadila řada podniků a dnes je v obci přibližně 350 podniků. K hlavním průmyslovým odvětvím patří strojírenství, kovové konstrukce, firmy z oblasti informačních technologií a telekomunikací, elektronický průmysl, výroba farmaceutických produktů a také polygrafie a vydavatelství. Na okraji obce, u Blécherette, se nachází také policejní centrum kantonu Vaud.
Od 50. let 20. století se zvýšil tlak na osídlení obce, která se nachází na okraji aglomerace Lausanne. Úřady upřednostňovaly výstavbu rodinných domů a vilových čtvrtí na území obce. V posledních desetiletích se obec díky své atraktivní poloze rozvinula v rezidenční obec. Z obce dojíždí také mnoho pracujících, kteří pracují především ve městě Lausanne.

## Doprava
Obec má výborné dopravní spojení. Nachází se na hlavní silnici z Lausanne do Thierrens. Dálniční křižovatka Lausanne-Blécherette na dálnici A9 (Lausanne–Sion), která byla otevřena v roce 1974, je vzdálena asi 1 km od obce. Le Mont-sur-Lausanne je napojeno na síť veřejné dopravy trolejbusovou linkou 8, která jezdí z Pully přes centrum Lausanne do Grand-Mont, a autobusovou linkou 60 Transports publics de la région Lausannoise, která jezdí z Lausanne do Froideville.